# Cancoillotte
Cancoillotte ou cancoyotte é um queijo francês de consistência cremosa feito a partir do queijo metton, produzido principalmente na região da Franche-Comté. Também é encontrado na região de Lorena e em Luxemburgo, onde é chamado Kachkéis ou Kochkäse em alemão (queijo cozido). É um queijo típico na gastronomia da Franche-Comté e é consumido durante todo o ano, servido tanto frio quanto quente.

## História
A cancoillotte foi produzida pela primeira vez na vila de Oyrières, perto de Champlitte, em Haute-Saône. Sua origem remonta, no mínimo, ao século XVI. O nome data do século XIX, originado de "coille", derivado de cailler (coalhar), referindo-se ao leite deixado após a extração do creme (resultando em um teor de gordura mais baixo).

## Produção
Tradicionalmente, a cancoillotte é produzida quando o queijo metton é derretido em uma chama baixa, com um pouco de água ou leite, e sal ou manteiga adicionados antes de servir. Às vezes, alho também é adicionado. Recentemente, existem versões comerciais com vinho, cominho ou outras adições. A cancoillotte é tipicamente vendida em quantidades que em média têm 200 gramas.
Enquanto a cancoillote feita ao derreter metton puro com um pouco de água é quase livre de gordura e calorias, as versões comerciais são altos em gordura e calorias devido à adição de manteiga para torná-la mais doce e macia. Por outro lado, a textura da cancoillote varia entre o metton derretido puro e as versões comerciais. O metton derretido é muito mais pegajoso do que as versões comerciais.
A cancoillote é vendida pré-derretida em supermercados, especialmente no leste da França. Em Luxemburgo, o Kachkéis é normalmente consumido em um sanduíche aberto sobre o qual a mostarda também é espalhada.